# معقوفة غروزوية
معقوفة غروزوية (الاسم العلمي:Falcatifolium gruezoi) هي نوع من النباتات تتبع جنس المعقوفة من الفصيلة المعلاقية.